# NK Rat Kuna Pelješka
Hrvatski nogometni klub Rat Kuna Pelješka hrvatski je nogometni klub iz mjesta Kuna Pelješka na poluotoku Pelješcu. Osnovan je 1920. godine. Prvi predsjednik mu je bio Ivo Violić.
U sezoni 2024./25. natječe se u 2. ŽNL Dubrovačko-neretvanskoj.

## Vanjske poveznice
- Profil, HNS Semafor